# Yehuda Pen
Yehuda Pen (24 de maio de 1854–1937) foi um artista, professor judaico-bielorrusso, e uma figura de destaque do Renascimento Judaico na arte russa durante o início do século XX. Pen foi provavelmente o mais significativo pintor Judaico no Império Russo, cujas realizações têm paralelo nos contributos de Mark Antokolski na escultura.
Yeahuda Pen nasceu em 24 de maio de 1854 (5 de junho no calendário antigo) na cidade de Novoalexandrovsk (atualmente Zarasai na Lituânia). Em 1867 começou a trabalhar como aprendiz na casa dos pintores de Dvinsk (atualmente Daugavpils, Letónia). Em 1879 mudou-se para São Petersburgo onde no ano seguinte ingressaria na Academia de Artes, da qual se graduaria em 1886.
Em 1891 fixou residência em Vitebsk e um ano mais tarde inaugurou a primeira escola privada de desenho e pintura no Império Russo – a escola Judaica de arte. Entre os seus alunos contam-se Ilya Mazel, Yefim Minin, Oskar Meshchaninov, Marc Chagall, Ossip Zadkine e El Lissitzky. Em 1927 recebeu a condecoração de Dignitário da Arte Judaica.
Pen foi morto na sua casa em Vitebsk durante a noite de 28 de fevereiro de 1937. As circunstâncias da morte são ainda desconhecidas. Existe especulação de que terá sido assassinado devido à sua ligação com o seu antigo estudante Marc Chagall.
Depois da sua morte foi criada uma galeria com os seus trabalhos em Vitebsk. Atualmente, grande parte dos seus trabalhos está guardada no Museu de Arte de Vitebsk e no Museu Nacional de Arte da Bielorrússia.

## Galeria

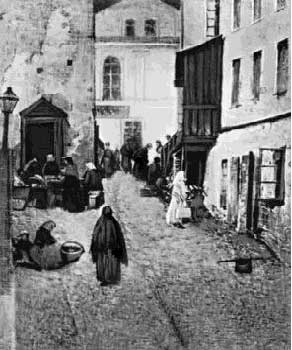
Rua em Vitebsk
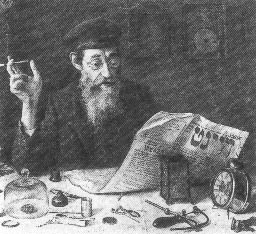
Relojoeiro
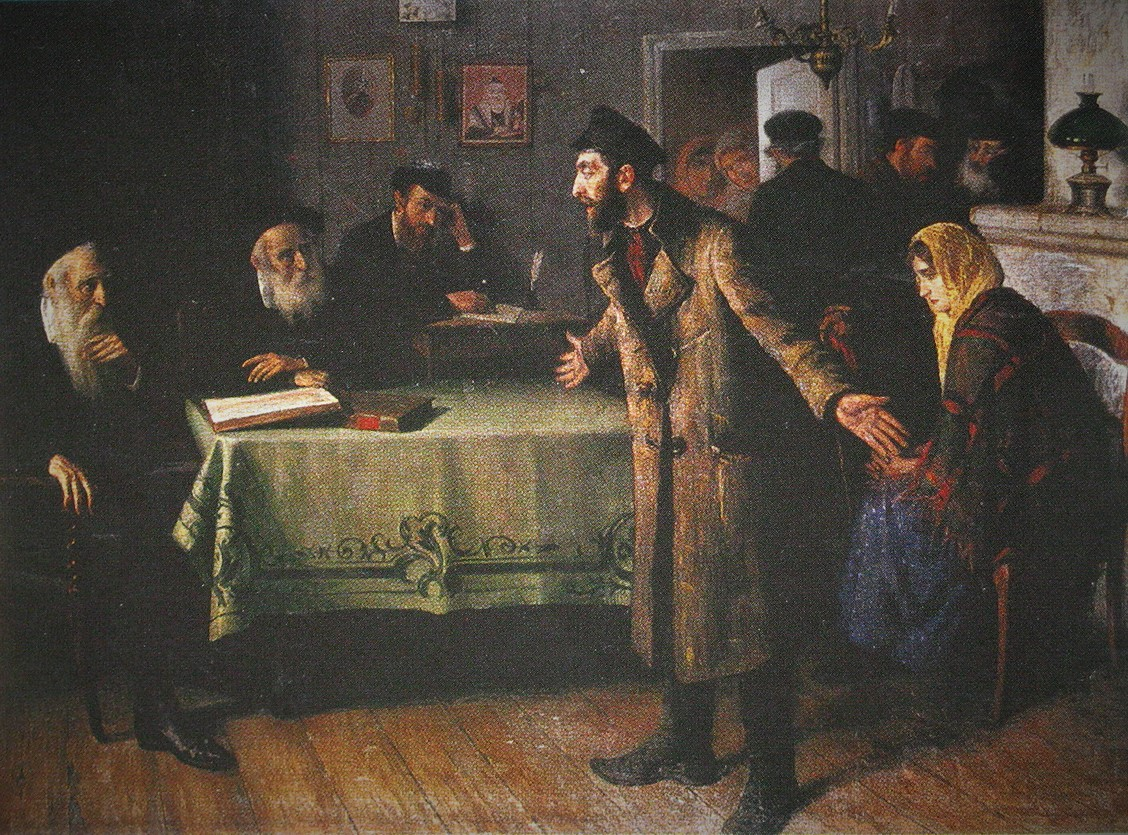
Divórcio
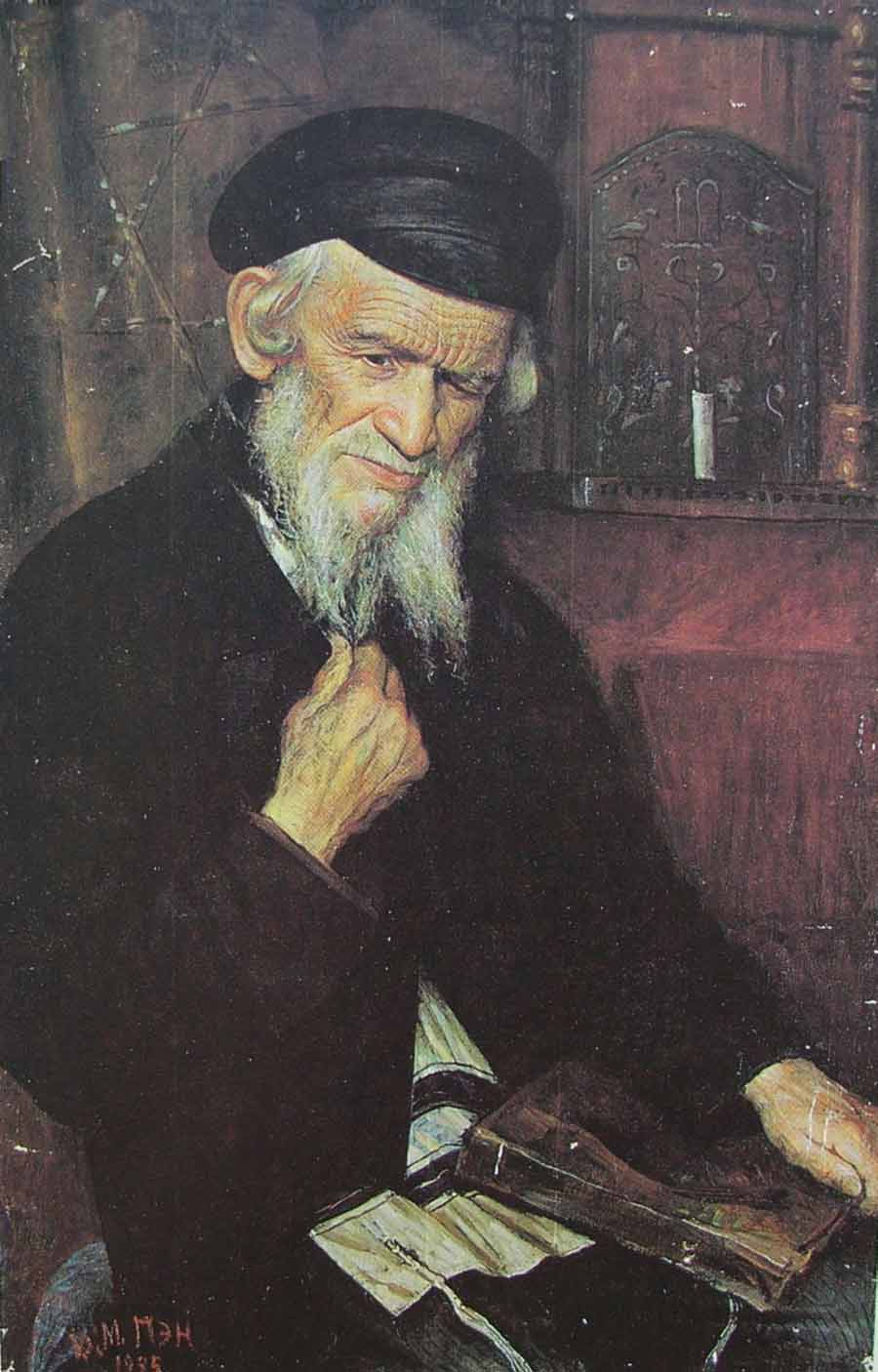
Talmudist